# Żetysaj
Żetysaj (kaz. Жетісай) – miasto w południowym Kazachstanie, w obwodzie turkiestańskim. W 2009 roku liczyło 36 494 mieszkańców. 